# Caroline Scholze
Caroline Scholze (* 1975 in Schmölln, Bezirk Leipzig) ist eine deutsche Schauspielerin.

## Leben
Caroline Scholze ist in Brandenburg an der Havel aufgewachsen. Sie stammt aus einer Schauspielerfamilie. Ihre Großeltern Hildegard Schirrmeister und Heinz Scholze übten bereits diesen Beruf aus. Ihre Mutter Sabine Scholze und ihr Vater Jürgen Mai sind Schauspieler. Ihre vier Jahre jüngere Schwester Theresa Scholze ist ebenfalls Schauspielerin.
Erste Theatererfahrungen sammelte Caroline Scholze in der Jugendtheatergruppe des Brandenburger Theaters. Zwischen 1996 und 2000 studierte Scholze an der Hochschule für Musik und Theater „Felix Mendelssohn Bartholdy“ Leipzig. Während des Studiums erhielt sie Rollen am Schauspielhaus Leipzig. Im Anschluss an ihre Ausbildung war sie am Schauspiel Hannover sowie bei der Künstlerkolonie Potsdam tätig.
Seit 2001 spielt Scholze in der Fernsehserie SOKO Leipzig die Rolle der Leni Trautzschke. Von 2009 bis 2012 war sie in der Rolle der Gasthofbesitzerin Maren Jantzen in der Fernsehserie Der Landarzt zu sehen.
Außerdem trat sie in den Fernsehserien Notruf Hafenkante, Alarm für Cobra 11 – Die Autobahnpolizei, Küstenwache und Wolffs Revier, sowie im Polizeiruf 110 und im Tatort auf.
Caroline Scholze ist seit 2004 mit dem Schauspieler Paul T. Grasshoff verheiratet und hat drei Kinder.

## Filmografie (Auswahl)

### Filme
- 2000: Tatort – Das letzte Rodeo
- 2002: Wie verliebt man seinen Vater?
- 2005: Tatort – Feuertaufe
- 2006: Tatort – Sternenkinder
- 2007: Polizeiruf 110 – Keiner schreit
- 2010: Emilie Richards – Zeit der Vergebung
- 2021: Rosamunde Pilcher: Der Stoff, aus dem Träume sind

### Fernsehserien
- 1999: Stubbe – Von Fall zu Fall (Folge 1x15)
- 2000: Die Cleveren (Folge 2x06)
- 2000, 2004: Im Namen des Gesetzes (Folgen 6x11, 8x14)
- seit 2001: SOKO Leipzig
- 2001–2004: Ein Fall für zwei (3 Folgen)
- 2002–2003: Alphateam – Die Lebensretter im OP (Fernsehserie, 8 Folgen)
- 2003: Wolffs Revier (Folge 12x08)
- 2003–2011: In aller Freundschaft (3 Folgen)
- 2005: Der Elefant – Mord verjährt nie
- 2006, 2009–2013: Der Landarzt (74 Folgen)
- 2006: KDD – Kriminaldauerdienst (Folge 1x03)
- 2006: Großstadtrevier (Folge 21x09)
- 2007: Tierärztin Dr. Mertens (Folge 2x07)
- 2007: Küstenwache (Folge 11x11)
- 2007: Alarm für Cobra 11 – Die Autobahnpolizei (Folge 22x03)
- 2008: Notruf Hafenkante (Folge Wo ist Luisa?)
- 2008: GSG 9 – Ihr Einsatz ist ihr Leben (Folge 2x11)
- 2010: Notruf Hafenkante (Folge Der verlorene Bräutigam)
- 2013, 2022: SOKO Köln (Folgen 10x06, 20×19)
- 2015: Block B – Unter Arrest
- 2015: In aller Freundschaft – Die jungen Ärzte (Folge 1x15)
- 2015: Notruf Hafenkante (Folge Scheisstag)
- 2015: Dr. Klein (Folge 2x02)
- 2017: Bettys Diagnose – Furchtlos
- 2021: Die Bergretter – Klang der Erinnerung (Folge 3x13)
- 2022: SOKO Köln (Folge 20×19 Elternabend)
- 2022: Notruf Hafenkante (Folge Jagdzeit)

## Theater (Auswahl)
- 1998: Frau vom Meer (Schauspielhaus Leipzig)
- 1998: Das sind sie schon gewesen, die besseren Tage (Schauspielhaus Leipzig)
- 1998: Hexenjagd (Schauspielhaus Leipzig)
- 1999: Das Ballhaus (Schauspielhaus Leipzig)
- 2001: Ich war nie cool (Schauspiel Hannover)
- 2001–2004: Am offenen Herzen (Schauspiel Hannover)
- 2003–2004: Biberpelz (Schauspiel Hannover)
- 2005: Salon DD – Schuster der Liebe (Künstlerkolonie Potsdam)